# Charles-Louis de Nassau-Sarrebruck
Charles Louis, comte de Nassau-Sarrebruck (né le 6 janvier 1665 à Sarrebruck, mort le 6 décembre 1723 à Idstein) est un noble allemand.

## Biographie
Il est le fils du comte Gustave-Adolphe de Nassau-Sarrebruck et d'Éléonore-Claire de Hohenlohe-Neuenstein.
Pendant la guerre contre l'Empire ottoman en 1693, il sert comme officier dans l'armée de l'empereur Léopold. Il se bat dans les Pays-Bas espagnols pendant la guerre de succession d'Espagne aux côtés du duc de Marlborough.
À la mort de son frère, Louis-Crato de Nassau-Sarrebruck en 1713, il reprend le gouvernement du comté de Nassau-Sarrebruck, puis se marie avec Christiane-Charlotte de Nassau-Ottweiler.
À sa mort, sans fils, le gouvernement de Nassau-Sarrebruck passe à son beau-père, Frédéric-Louis de Nassau-Ottweiler.

## Sources et bibliographie
- Jean Churchill de Marlborough, Histoire de Jean Churchill, duc de Marlborough, vol. 1, Jean Imprimerie Impériale (Paris), 1808, 409 p. (lire en ligne).
- Léon Lecestre, Mémoires de Saint-Hilaire, vol. 3, Librairie Renouard(Paris), 1809, 331 p..